# San José de Lagunillas
San José de Lagunillas är en ort i Mexiko.   Den ligger i kommunen Dolores Hidalgo och delstaten Guanajuato, i den centrala delen av landet, 260 km nordväst om huvudstaden Mexico City. San José de Lagunillas ligger 2 002 meter över havet och antalet invånare är 464.
Terrängen runt San José de Lagunillas är en högslätt. Runt San José de Lagunillas är det ganska tätbefolkat, med 54 invånare per kvadratkilometer. Närmaste större samhälle är Adjuntas del Río, 18,5 km sydväst om San José de Lagunillas. Trakten runt San José de Lagunillas består till största delen av jordbruksmark.